# Brendan Cowell

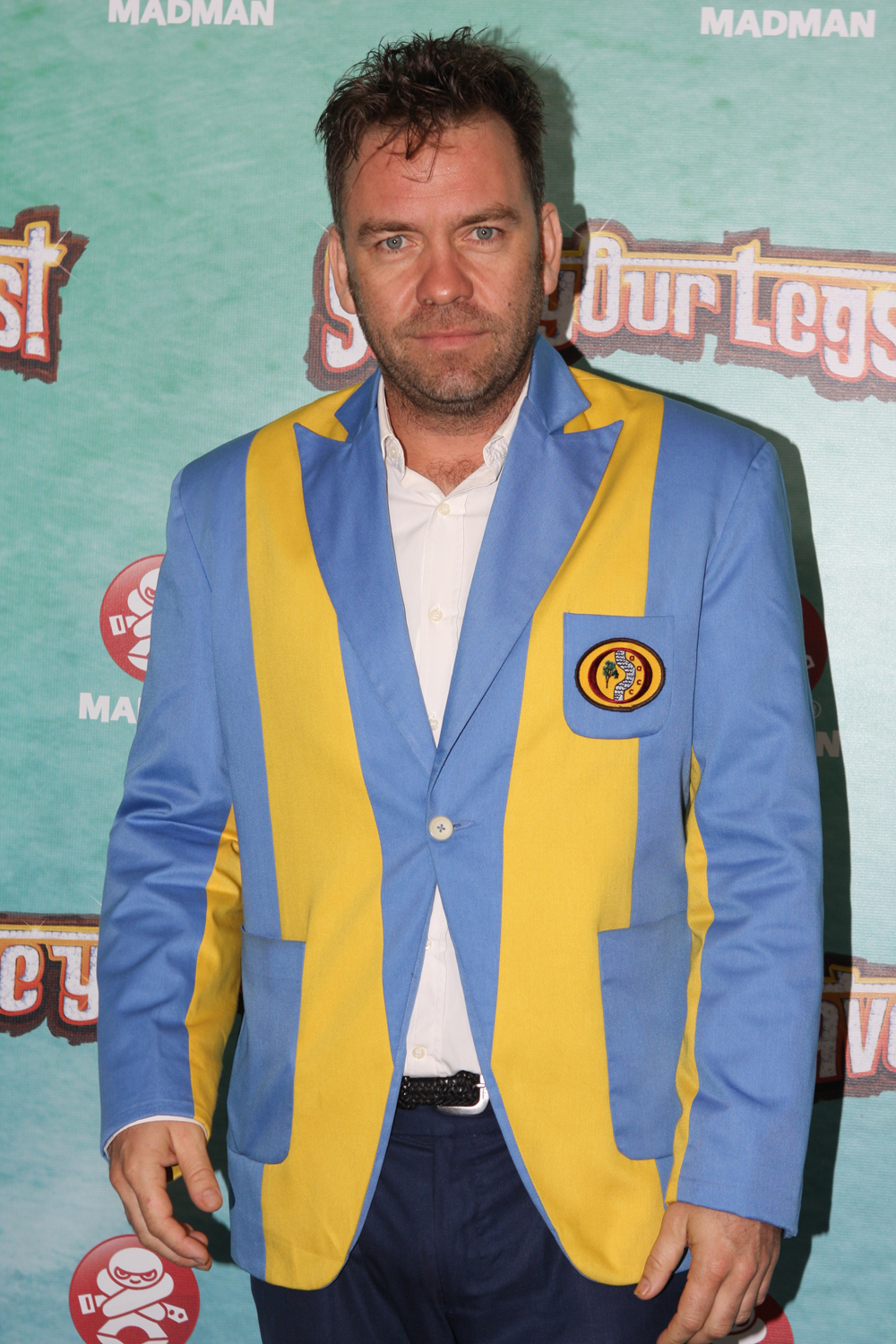
Brendan Cowell (2013)

Brendan Cowell (* 16. August 1976 in Cronulla, New South Wales) ist ein australischer Schauspieler und Drehbuchautor.

## Leben und Karriere
Brendan Cowell wurde als jüngstes dreier Kinder bei Sydney geboren. Seine Schwestern gehörten später zur Pop-Band Girlfriend. Cowell besuchte nach der Schulzeit die Charles Sturt University in Bathurst, die er mit einem Bachelor of Arts in Theater abschloss.
Seit 1999 ist er als Schauspieler aktiv. 2000 war er als Hayden im Film The Monkey’s Mask zu sehen. Es folgten wiederkehrende Rollen in den Serien Life Support und Fat Cow Motel. Von 2004 bis 2007 war Cowell als Tom Jackson in der Serie Love My Way zu sehen. Filmauftritte verbuchte er etwa mit To End All Wars – Die wahre Hölle, Noise, Ten Empty oder Helden von Hill 60. 2013 war er in der Serie Die Borgias zu sehen. 2017 übernahm er in der siebten Staffel der Serie Game of Thrones, die Rolle des Eisenflottenkapitäns Harrag.
Neben seiner Film- und Fernsehtätigkeit tritt Cowell auch regelmäßig am Theater auf und schreibt Drehbücher, vor allem für Serien und Kurzfilme. Sein Stück Ruben Guthrie, welches am Belvoir St Theatre aufgeführt wurde, war ein großer Erfolg. 2010 veröffentlichte er unter dem Titel How it Feels seine ersten Roman. 2017 übernahm er die Rolle des Galileo Galilei in der Bertolt-Brecht-Inszenierung von Das Leben des Galilei.
Cowell führte sechs Jahre lang eine Beziehung mit der Schauspielerin Rose Byrne. Er lebt in Newtown, New South Wales und ist bekennender Fan des Rugby-League-Teams Cronulla-Sutherland Sharks.

## Filmografie (Auswahl)
- 1999: Monster! (Fernsehfilm)
- 1999: Prince of Dance
- 2000: City Loop
- 2000: The Monkey’s Mask
- 2001: Water Rats – Die Hafencops (Water Rats, Fernsehserie, Episode 6x20)
- 2001: To End All Wars – Die wahre Hölle (To End All Wars)
- 2001–2002: Life Support (Fernsehserie, 20 Episoden)
- 2003: Fat Cow Motel (Fernsehserie, 13 Episoden)
- 2004: Floodhouse
- 2004–2007: Love My Way (Fernsehserie, 30 Episoden)
- 2006: Suburban Mayhem
- 2007: Noise
- 2008: Three Blind Mice
- 2008: Ten Empty
- 2010: Helden von Hill 60 (Beneath Hill 60)
- 2010: I Love You Too
- 2010: Rush (Fernsehserie, Episode 3x09)
- 2011: The Slap – Nur eine Ohrfeige (The Slap, Mini-Serie, Episode 1x08)
- 2012: Save Your Legs!
- 2013: Die Borgias (The Borgias, Fernsehserie, 5 Episoden)
- 2013: The Darkside
- 2014: Soul Mates (Fernsehserie, Episode 1x04)
- 2015: Last Cab to Darwin
- 2015: Observance
- 2016: Broke
- 2016: Brock (Mini-Serie, 2 Episoden)
- 2017: Game of Thrones (Fernsehserie, 4 Episoden)
- 2017: Edison – Ein Leben voller Licht (The Current War)
- 2017–2019: The Letdown (Fernsehserie, 3 Episoden)
- 2018: Press (Miniserie, 6 Episoden)
- 2020: The End (Fernsehserie, 4 Episoden)
- 2022: Avatar: The Way of Water
- 2024: Dune: Prophecy (Fernsehserie)